# 积分判别法
积分判别法，又称柯西积分判别法、麦克劳林-柯西判别法，是判断一个实级数或数列收敛的方法。当{\displaystyle f(x)}非负递减时，級數{\displaystyle \sum _{n=1}^{\infty }f(n)}收歛当且仅当積分{\displaystyle \int _{1}^{\infty }f(x)\,dx}有限。在17、18世紀，馬克勞林和奧古斯丁·路易·柯西发展了這個方法。

## 证明
考虑如下积分
{\displaystyle \int _{n}^{n+1}f(x)\,dx}
注意{\displaystyle f(x)}单调递减，因此有：
{\displaystyle f(n+1)\leq \int _{n}^{n+1}f(x)\,dx\leq f(n)}
进一步地，考虑如下求和：
{\displaystyle \sum _{n=1}^{k}f(n+1)\leq \sum _{n=1}^{k}\int _{n}^{n+1}f(x)\,dx\leq \sum _{n=1}^{k}f(n)}
中间项的和为：
{\displaystyle \sum _{n=1}^{k}\int _{n}^{n+1}f(x)\,dx=\int _{1}^{k+1}f(x)\,dx}
对上述不等式取极限{\displaystyle k\to \infty }，有：
{\displaystyle \sum _{n=1}^{\infty }f(n+1)\leq \int _{1}^{\infty }f(x)\,dx\leq \sum _{n=1}^{\infty }f(n)}
因此，若积分{\displaystyle \int _{1}^{\infty }f(x)\,dx}收敛，则无穷级数{\displaystyle \sum _{n=1}^{\infty }f(n)}收敛；若积分发散，则此级数发散。

## 例子
调和级数{\displaystyle \sum _{n=1}^{\infty }{\frac {1}{n}}}是发散的，因为它對應的不定積分的原函数是自然对数：
{\displaystyle \int _{1}^{M}{\frac {1}{x}}\,dx=\ln x{\Bigr |}_{1}^{M}=\ln M\to \infty }，当{\displaystyle M\to \infty }时。
而级数{\displaystyle \sum _{n=1}^{\infty }{\frac {1}{n^{1+\varepsilon }}}}则对所有的ε > 0都是收敛的，因为：
{\displaystyle \int _{1}^{M}{\frac {1}{x^{1+\varepsilon }}}\,dx=-{\frac {1}{\varepsilon x^{\varepsilon }}}{\biggr |}_{1}^{M}={\frac {1}{\varepsilon }}{\Bigl (}1-{\frac {1}{M^{\varepsilon }}}{\Bigr )}\leq {\frac {1}{\varepsilon }}}，对于所有{\displaystyle M\geq 1.}